# Guimarães
Guimarães (es pronuncia [ɡimɐˈɾɐ̃jʃ]) és una ciutat portuguesa del Districte de Braga, regió estadística del Nord (NUTS II) i comunitat intermunicipal de l'Ave (NUTS III), amb 54.097 habitants en el nucli central, i uns 161.876 dins el seu terme municipal. Està agermanada entre altres amb Igualada (Anoia).
El municipi té 240'95 km² d'extensió, i 162.592 habitants (2009); està subdividit en 69 freguesies. La major part de la població viu a la ciutat i a la zona perifèrica. El municipi limita al nord amb el municipi de Póvoa de Lanhoso, a l'est amb Fafe, al sud amb Felgueiras, Vizela i Santo Tirso, a l'oest amb Vila Nova de Famalicão i al nord-oest amb Braga. Guimarãés, juntament amb Maribor, va ser Capital Europea de la Cultura el 2012. El centre històric de Guimarãés va ser declarat Patrimoni de la Humanitat per la UNESCO l'any 2001.

## Ubicació
Guimarãés es troba a 22 km de Braga, a 33 km de Vila Nova de Famalicão, a 41 km de Barcelos, a 51 km de Póvoa de Varzim, a 56 km de Porto, a 80 km de Viana do Castelo, a 88 km de Vila Real, a 128 km de Vigo (Galícia, Espanya), a 169 km de Coïmbra, a 205 km de Santiago de Compostel·la, a 365 km de Lisboa, a 549 km de Madrid, a 600 km de Faro (Algarve) i a 1099 km de Barcelona.
| Nord-oest: Braga             | Nord: Póvoa de Lanhoso | Nord-est: Póvoa de Lanhoso i Fafe |
| Oest: Vila Nova de Famalicão |                        | Est: Fafe                         |
| Sud-oest: Santo Tirso        | Sud: Vizela            | Sud-est: Felgueiras               |

## Història

### Període preromà i romà
La història d'aquesta ciutat es remunta almenys a l'Edat del Coure tal com s'ha demostrat en les citanies de Briteiros i de Saborós i en el jaciment arqueològic de Penha. A més, en l'època de l'emperador Trajà, es fa referència a l'ús de l'aigua de les termes de Caldas dónes Taipas pels romans.

### Edat mitjana
S'atribueix la fundació de la ciutat a un noble, vassall del rei d'Astúries Alfons III, Vimarà Pérez, qui donaria nom a la ciutat, originalment anomenada Vimaranes. Vimara va ser nomenat el primer comte del Comtat Portucalense després d'haver-hi reconquistat i repoblat la ciutat de Porto el 868. Tot això va succeir en el tercer terç del segle ix aprofitant el corrent repobladora fomentada pel rei Alfons.

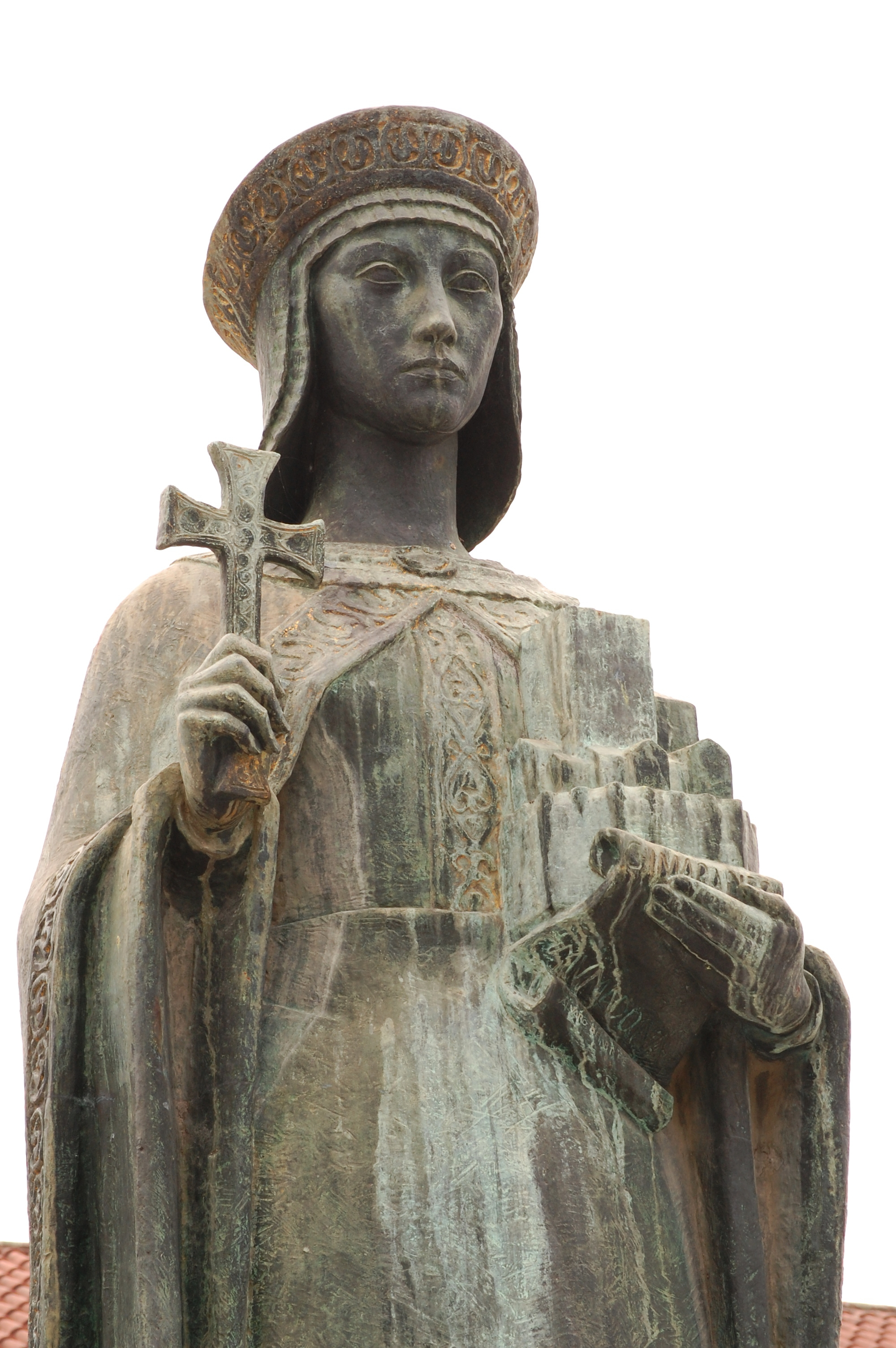
Estàtua a Mumadona Dias a Guimarãés, a la plaça amb el seu nom.

El 3 d'agost de 950, després de la mort del governador del Comtat Portucalense, el comte Hermenegildo González, la seva vídua, la comtessa Mumadona Dias va repartir els vasts dominis que la parella posseïa entre els seus fills. Les terres de Guimarãés (Vimaranes) van ser donades a la seva filla Oneca que era en aquest moment, una religiosa. En aquest mateix any, Mumadona va fundar aquí el Monestir de Sant Mamede (o de Guimarãés), dedicat al Salvador del Món, la Mare de Déu i els Sants Apòstols. En el seu testament va donar tots els seus dominis i rendes així com objectes religiosos de la seva propietat al monestir. Actualment se sap que aquest monestir va arribar a tenir una biblioteca notable i força valuosa.
El monestir es va convertir en un pol d'atracció i va donar origen a una major fixació poblacional en la vila baixa. Paral·lelament, per a la defensa del conglomerat, Mumadona Dias va manar construir, entre 959 i 968, el castell de Guimarães a poca distància, sobre el pujol, creant així un segon punt de fixació en la vila alta. Per a unir els dos nuclis es va formar la rua (carrer) de Santa Maria. Posteriorment, el monestir es va transformar en la Real Col·legiata i va adquirir una gran importància a causa dels privilegis i donacions que reis i nobles li van anar concedint. Entre aquestes contribucions són destacables la reconstrucció gòtica impulsada pel rei Joan I, la torre de l'església en estil manuelí –completada al voltant dels anys 1513 a 1515–, i la capella major d'arquitectura clàssica, reconstruïda durant el segle xvii pel rei Pere II. Els guixos de les capelles més grans són referències de la reforma neoclàssica iniciada en 1830.
El comte Enric de Borgonya va concedir a Guimarãés el primer fur nacional considerat per alguns historiadors anteriors al de Constantim de Panóias. Encara que es desconeix la data exacta va succeir possiblement el 1096.
El 24 de juny de 1128, en aquest lloc, es va produir la batalla de São Mamede, en la qual Teresa de Lleó, infanta de Lleó i comtessa de Portugal, es va enfrontar al seu fill Alfonso Enríquez, que va guanyar la batalla i que posteriorment es convertiria en el primer rei de Portugal. En el regnat de Dionís I, van ser construïdes les muralles de la ciutat.

### Edat moderna i contemporània

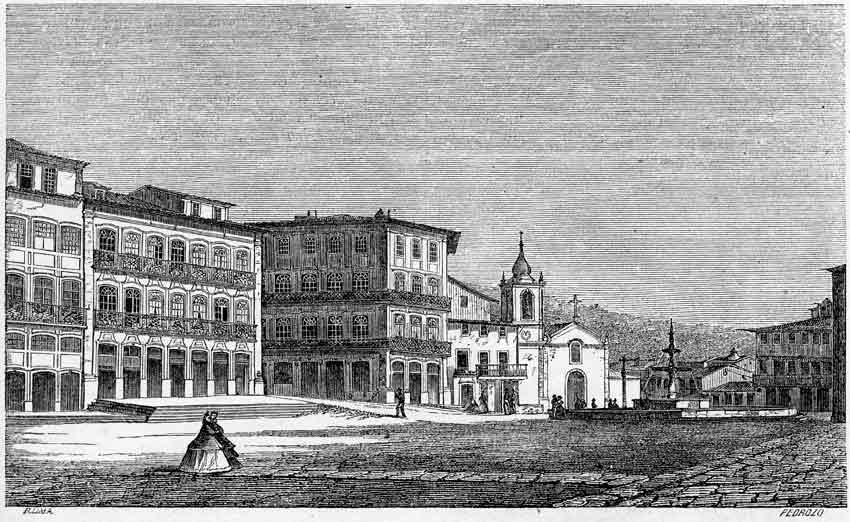
O Toural representat en un dibuix de 1864

A finals del segle xvii i principis del xviii s'impulsa la construcció d'algunes esglésies, convents i palaus, la formació de Largo da Misericòrdia (actual Largo João Franco), però la seva estructura no experimentarà una gran transformació. Serà a partir de finals del segle xix, amb les noves idees urbanes d'higiene i simetria, que la població, ja amb el rang de ciutat per la reina Maria II, per decret del 23 de juny de 1853, viurà els canvis més importants.
Es produeixen l'enderrocament de les muralles, l'obertura de carrers i grans avingudes com l'actual Largo de Martins Sarmento, el Largo da Condessa do Juncal i l'Alameda de São Dâmaso, i la parròquia de la Fundació Cerro. No obstant això, gairebé tot es va fer de manera controlada, la qual cosa permet la conservació del seu magnífic centre històric.
El 28 de juny de 2013, l'Ajuntament de Guimarães va ser membre honorari de l'Ordre Militar de Sant'Iago da Espada.

## Demografia
| Població del concelho de Guimarãés (1801–2004) | Població del concelho de Guimarãés (1801–2004) | Població del concelho de Guimarãés (1801–2004) | Població del concelho de Guimarãés (1801–2004) | Població del concelho de Guimarãés (1801–2004) | Població del concelho de Guimarãés (1801–2004) | Població del concelho de Guimarãés (1801–2004) | Població del concelho de Guimarãés (1801–2004) | Població del concelho de Guimarãés (1801–2004) |
| ---------------------------------------------- | ---------------------------------------------- | ---------------------------------------------- | ---------------------------------------------- | ---------------------------------------------- | ---------------------------------------------- | ---------------------------------------------- | ---------------------------------------------- | ---------------------------------------------- |
| 1801                                           | 1849                                           | 1900                                           | 1930                                           | 1960                                           | 1981                                           | 1991                                           | 2001                                           | 2004                                           |
| 47.465                                         | 46619                                          | 54.910                                         | 65.417                                         | 116.272                                        | 146.959                                        | 157.589                                        | 159.576                                        | 161.876                                        |

| Població del centre de la ciutat de Guimarãés (1864–2011) | Població del centre de la ciutat de Guimarãés (1864–2011) | Població del centre de la ciutat de Guimarãés (1864–2011) | Població del centre de la ciutat de Guimarãés (1864–2011) | Població del centre de la ciutat de Guimarãés (1864–2011) | Població del centre de la ciutat de Guimarãés (1864–2011) | Població del centre de la ciutat de Guimarãés (1864–2011) | Població del centre de la ciutat de Guimarãés (1864–2011) | Població del centre de la ciutat de Guimarãés (1864–2011) | Població del centre de la ciutat de Guimarãés (1864–2011) |
| --------------------------------------------------------- | --------------------------------------------------------- | --------------------------------------------------------- | --------------------------------------------------------- | --------------------------------------------------------- | --------------------------------------------------------- | --------------------------------------------------------- | --------------------------------------------------------- | --------------------------------------------------------- | --------------------------------------------------------- |
| 1864                                                      | 1878                                                      | 1890                                                      | 1900                                                      | 1911                                                      | 1920                                                      | 1930                                                      | 1960                                                      | 2001                                                      | 2011                                                      |
| 7.568                                                     | 7.980                                                     | 8.611                                                     | 9.104                                                     | 9.550                                                     | 9.023                                                     | 9.521                                                     | 23.233                                                    | 52.182                                                    | 47.588                                                    |

## Esports
Guimarãés té un imporatnte club esportiu, el Vitória Sport Clube. L'equip de futbol va participar durant molts anys en la Primeira Lliga portuguesa. A més, Vitória SC també té un equip de bàsquet i un altre de voleibol, que participen en les primeres divisions de les seves respectives categories.

## Freguesies

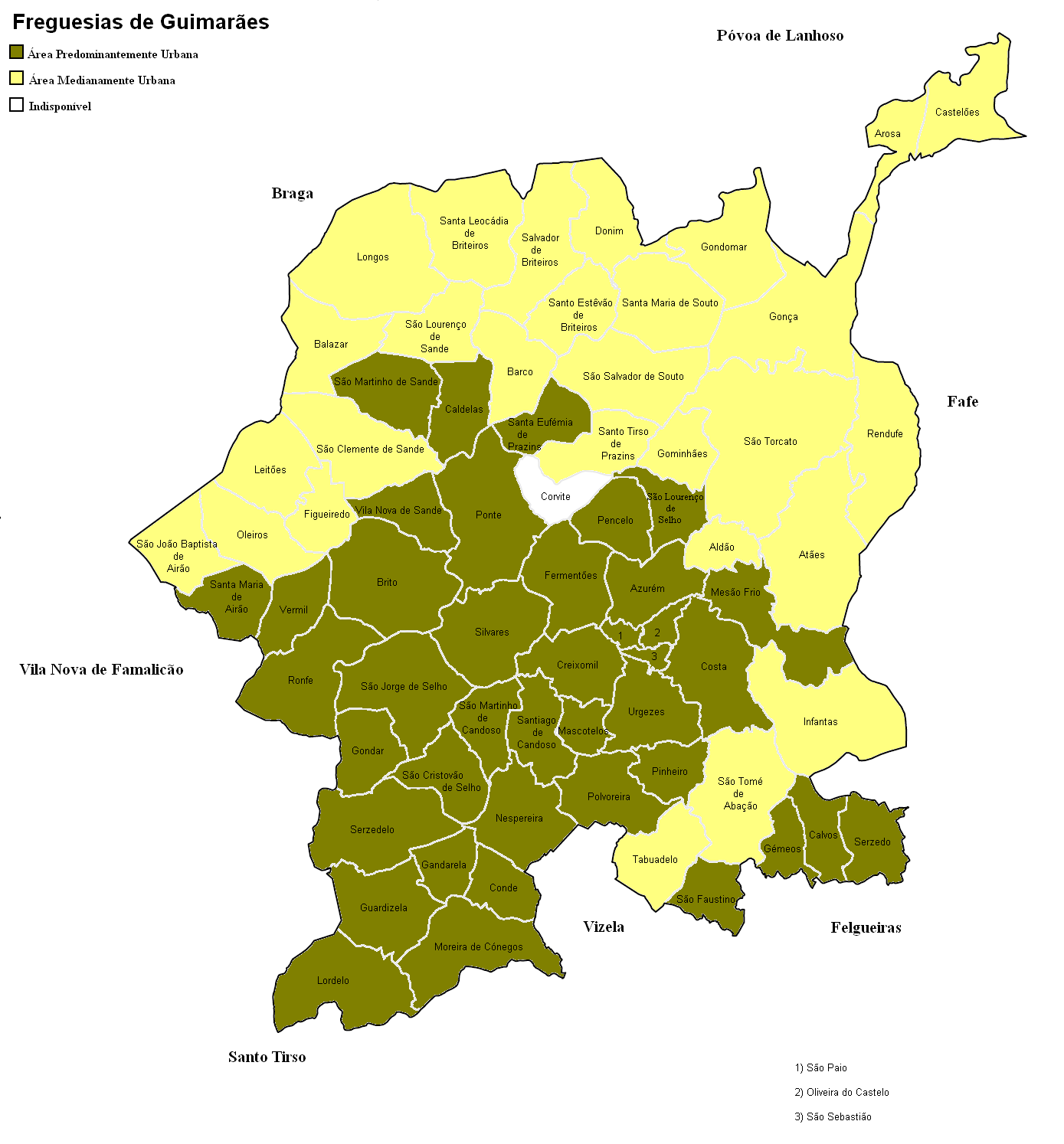
Mapa del "concelho" de Guimarãés, amb les freguesies predominantment urbanes en marró i les altres en groc.

### Freguesies amb estatut de vila
| - Brito - Caldelas (vila de Caldas das Taipas) - Lordelo - Moreira de Cónegos - Posa't | - Ronfe - São Jorge de Selho (vila de Pevidém) - São Torcato - Serzedelo |

### Freguesies en àrees urbanes
| - Aldão - Azurém - Costa - Creixomil - Fermentõés - Gondar | - Mascotelos - Mesão Frio - Oliveira do Castelo - Pencelo - Polvoreira | - Santiago de Candoso - São Cristóvão de Selho - São Lourenço de Selho - São Martinho de Candoso | - São Sebastião - São Paio - Silvares - Urgezes |

### Unes altres freguesies predominantment urbanes
| - Calvos - Conde - Corvite - Gandarela - Gémeos | - Guardizela - Nespereira - Pinheiro - Santa Eufémia de Prazins - Santa Maria de Airão | - São Faustino, anteriorment São Faustino de Vizela - São Martinho de Sande - Serzedo - Vermil - Vila Nova de Sande |

### Altres freguesies
| - Arosa - Atãés - Balazar - Barco - Castelõés | - Donim - Figueiredo - Gominhãés - Gonça - Gondomar | - Infantes - Leitõés - Longos - Oleiros - Rendufe | - Salvador de Briteiros - Santa Leocádia de Briteiros - Santa Maria de Souto - Sant Estêvão de Briteiros - Sant Tirso de Prazins | - São Clemente de Sande - São Lourenço de Sande - São João Baptista de Airão - São Salvador de Souto - São Tomé de Abação - Tabuadelo |

## Llocs d'interès. Monuments

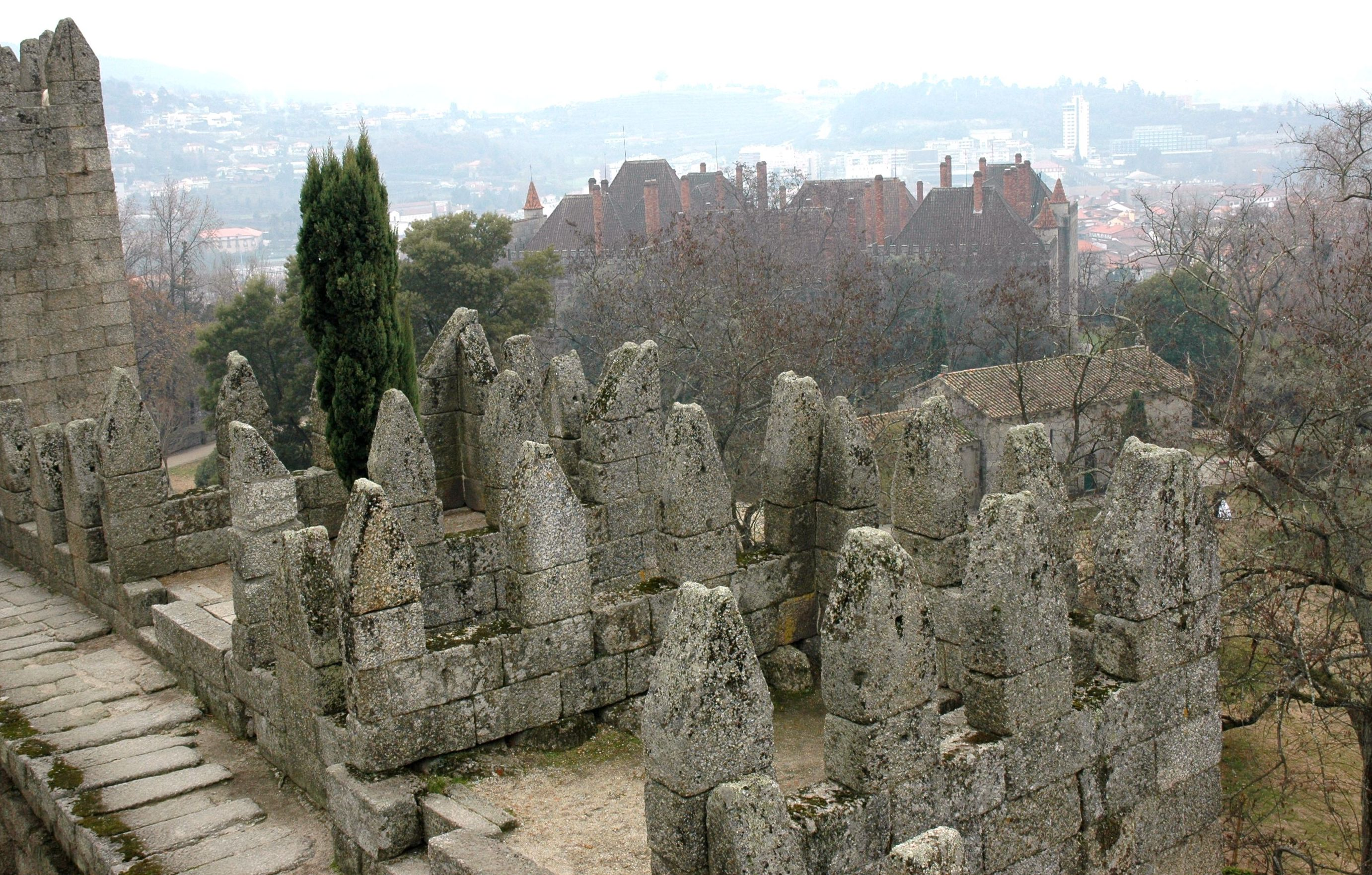
Castell de Guimarães i palau ducal al fons

- Castell de Guimarães, del segle x i reforçat posteriorment amb set imponents torres.
- Palau ducal de Guimarães, al costat del castell, del segle xv.
- Església de São Miguel do Castelo, romànica del segle xii.
- Església de Nossa Senhora da Oliveira, amb un imponent campanar del segle xiii
- Barri medieval, d'una gran homogeneïtat, i declarat patrimoni de la Humanitat per la UNESCO l'any 2001.
- Universitat del Minho

La ciutat històrica de Guimarãés es troba associada al naixement de la identitat nacional portuguesa al segle xii. Constitueix un exemple excepcionalment ben conservat de l'evolució d'una localitat medieval cap a una ciutat moderna. La rica tipologia edificada mostra el desenvolupament de l'arquitectura portuguesa entre els segles XV i XIX, amb l'ús continu de tècniques i materials de construcció tradicionals.
Palau dels ducs de Bragança.

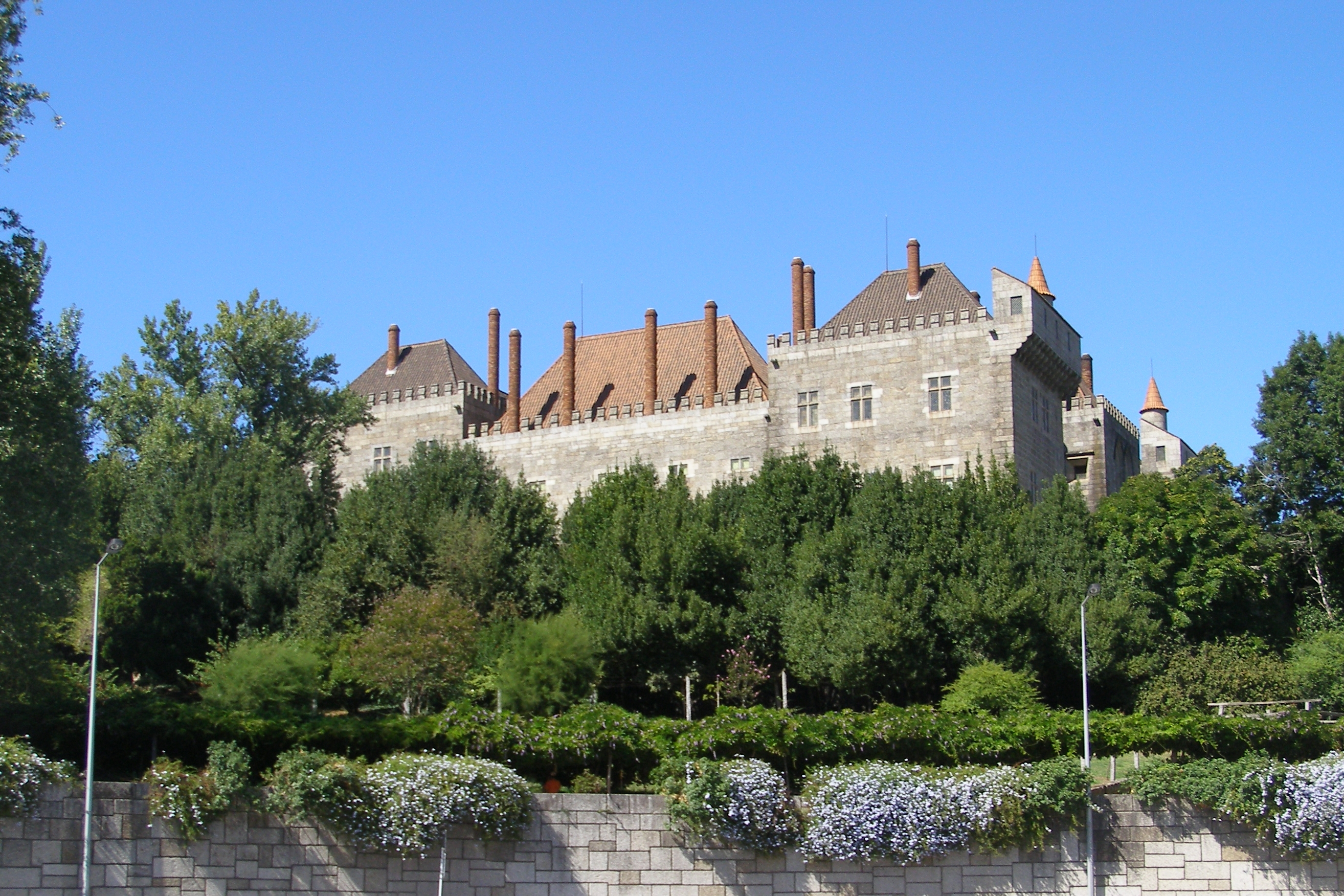
Palau dels ducs de Bragança

Palau del segle xv, fet construir per Alfons, futur duc de Bragança. En aquesta obra és possible observar la influència de l'arquitectura senyorial de l'Europa septentrional. Al segle xix va ser convertit en caserna. A mitjans del segle xx, després d'un període d'abandó, va ser restaurat i posteriorment convertit en museu, que recull un espoli del segle xvii i XVIII. De les vàries col·leccions que posseeix, unes retraten les aportacions dels portuguesos de l'època dels descobriments; d'altres, mostren alguns dels passos de les conquestes en el Nord d'Àfrica. Posseeix també col·leccions d'armes dels segles XV a XIX i col·leccions de mobles del període posterior als descobriments. A més de la seva funció com a museu, aquest palau va ser en el seu segon pis, adaptat com a residència oficial del President de la República Portuguesa, quan ha de viatjar al Nord de Portugal.
Castell medieval de Guimarãés
Construït al segle ix, aquest monument va ser declarat una de les set meravelles de Portugal l'any 2007. Actualment és un museu que mostra la història de la fundació de la ciutat.

## Política

### Resultats de les eleccions municipals

#### Càmera municipal (Ajuntament)
| Partits        | %    | M    | %    | M    | %    | M    | %    | M    | %    | M    | %    | M    | %    | M    | %    | M    | %    | M    | %    | M    | %    | M    |
| Partits        | 1976 | 1976 | 1979 | 1979 | 1982 | 1982 | 1985 | 1985 | 1989 | 1989 | 1993 | 1993 | 1997 | 1997 | 2001 | 2001 | 2005 | 2005 | 2009 | 2009 | 2013 | 2013 |
| -------------- | ---- | ---- | ---- | ---- | ---- | ---- | ---- | ---- | ---- | ---- | ---- | ---- | ---- | ---- | ---- | ---- | ---- | ---- | ---- | ---- | ---- | ---- |
| PG             | 31,5 | 3    | 35,8 | 4    | 42,7 | 4    | 32,6 | 3    | 47,2 | 6    | 52,6 | 7    | 49,8 | 6    | 50,0 | 6    | 49,4 | 6    | 53,5 | 7    | 47,6 | 6    |
| PSD            | 24,7 | 3    | 32,7 | 4    | 31,3 | 3    | 29,1 | 3    | 26,8 | 3    | 29,3 | 4    | 30,1 | 4    | 27,4 | 3    |      |      |      |      |      |      |
| CDS-PÀG        | 23,1 | 2    | 16,1 | 1    | 9,6  | 1    | 5,1  | 5,9  | 4,4  | 2,8  | 4,7  |      |      |      |      |      |      |      |      |      |      |      |
| FEPU / APU/CDU | 11,6 | 1    | 14,7 | 1    | 14,3 | 1    | 9,9  | 1    | 8,0  | 1    | 9,5  | 1    | 14,5 | 2    | 12,2 | 1    | 11,4 | 1    | 8,8  | 1    | 8,3  | 1    |
| AD             | 44,7 | 4    | 38,6 | 4    |      |      |      |      |      |      |      |      |      |      |      |      |      |      |      |      |      |      |
| PSD / CDS-PÀG  | 35,6 | 4    |      |      |      |      |      |      |      |      |      |      |      |      |      |      |      |      |      |      |      |      |

## Galeria

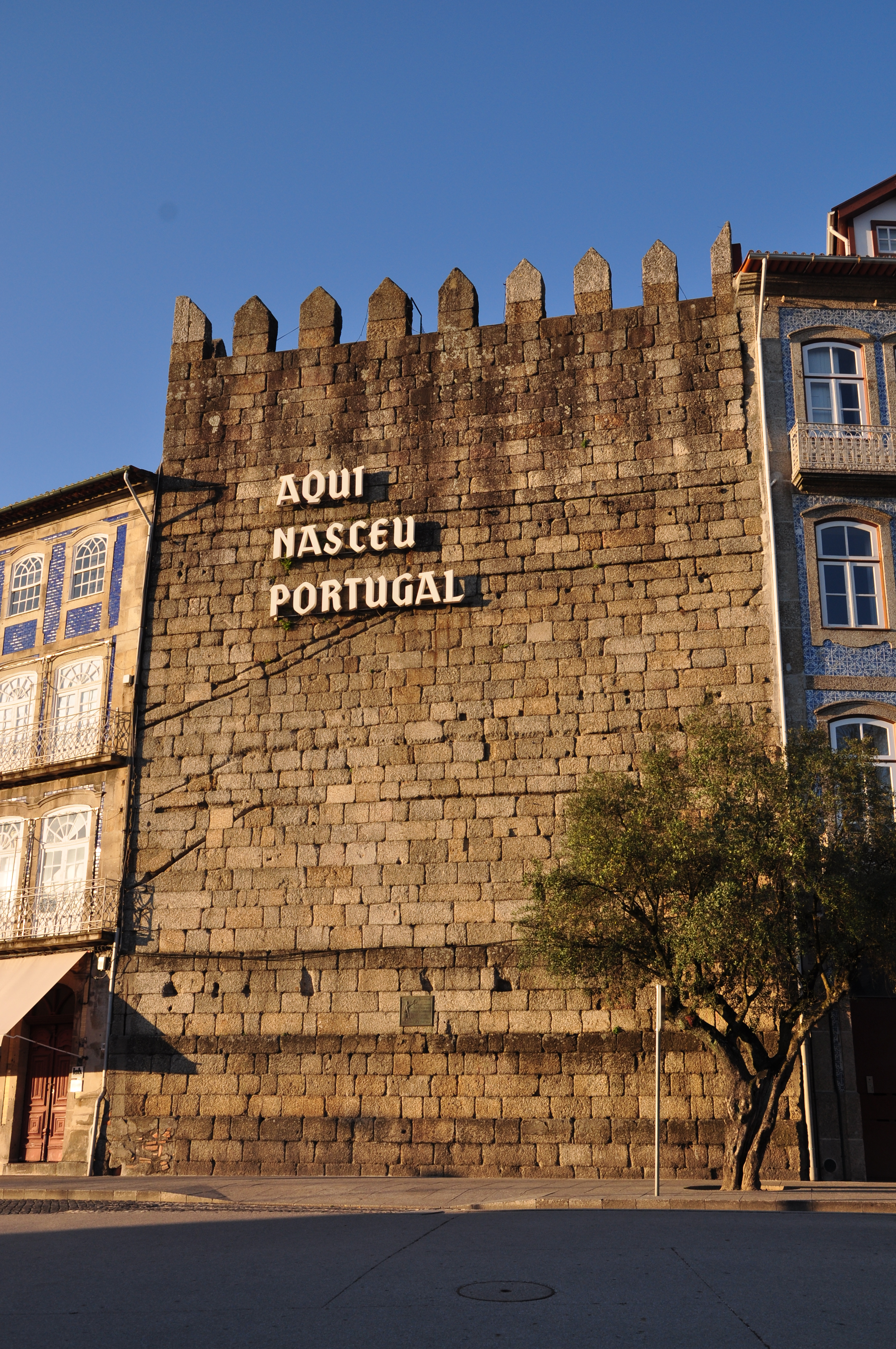
Guimarãés, la ciutat bressol de Portugal, com apareix escrit en una de les torres de la muralla.
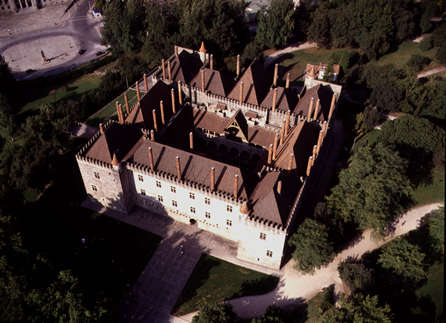
Palau dels ducs de Braganza, vista superior.
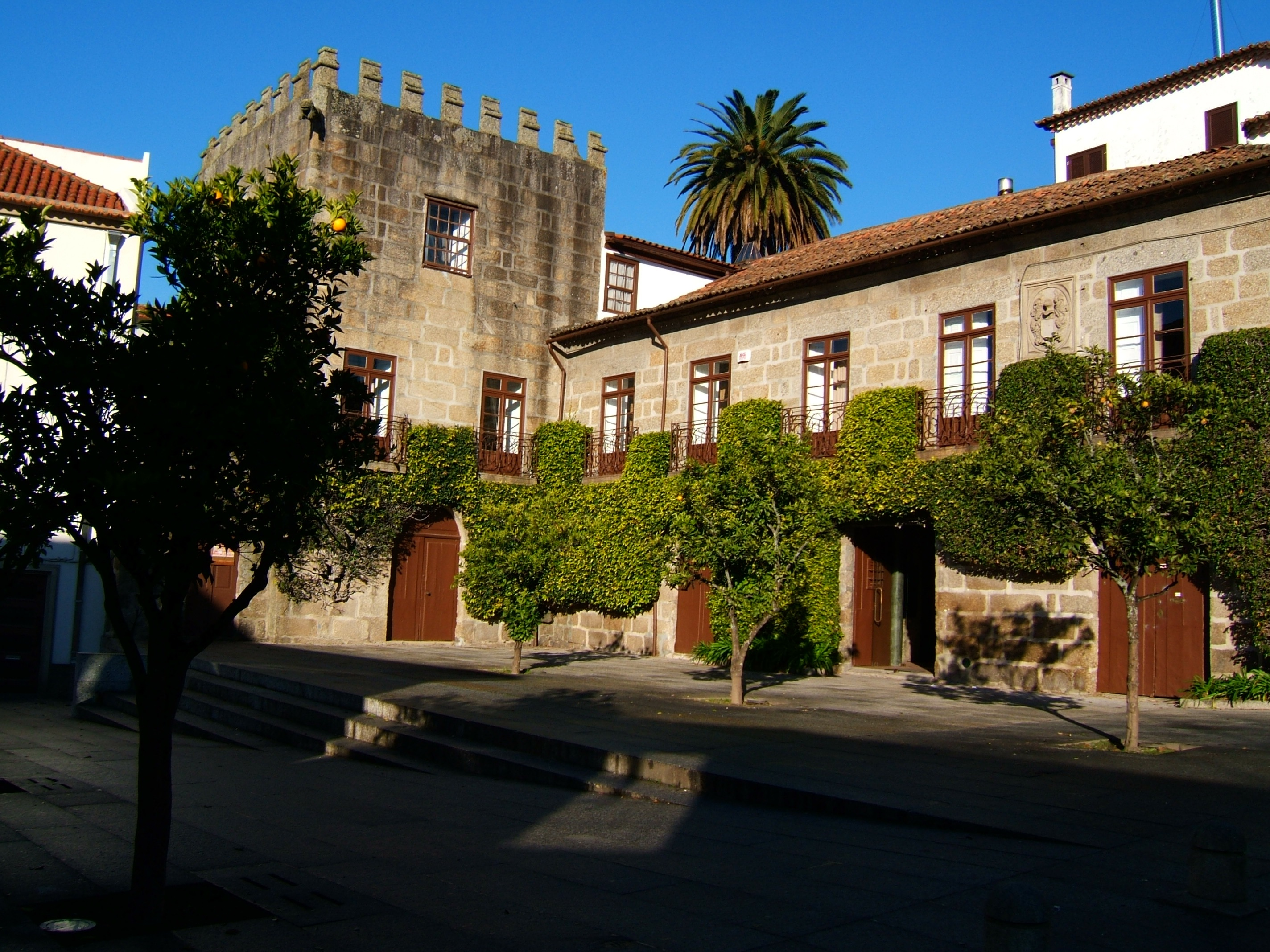
Casa dos Laranjais, del segle xviii.
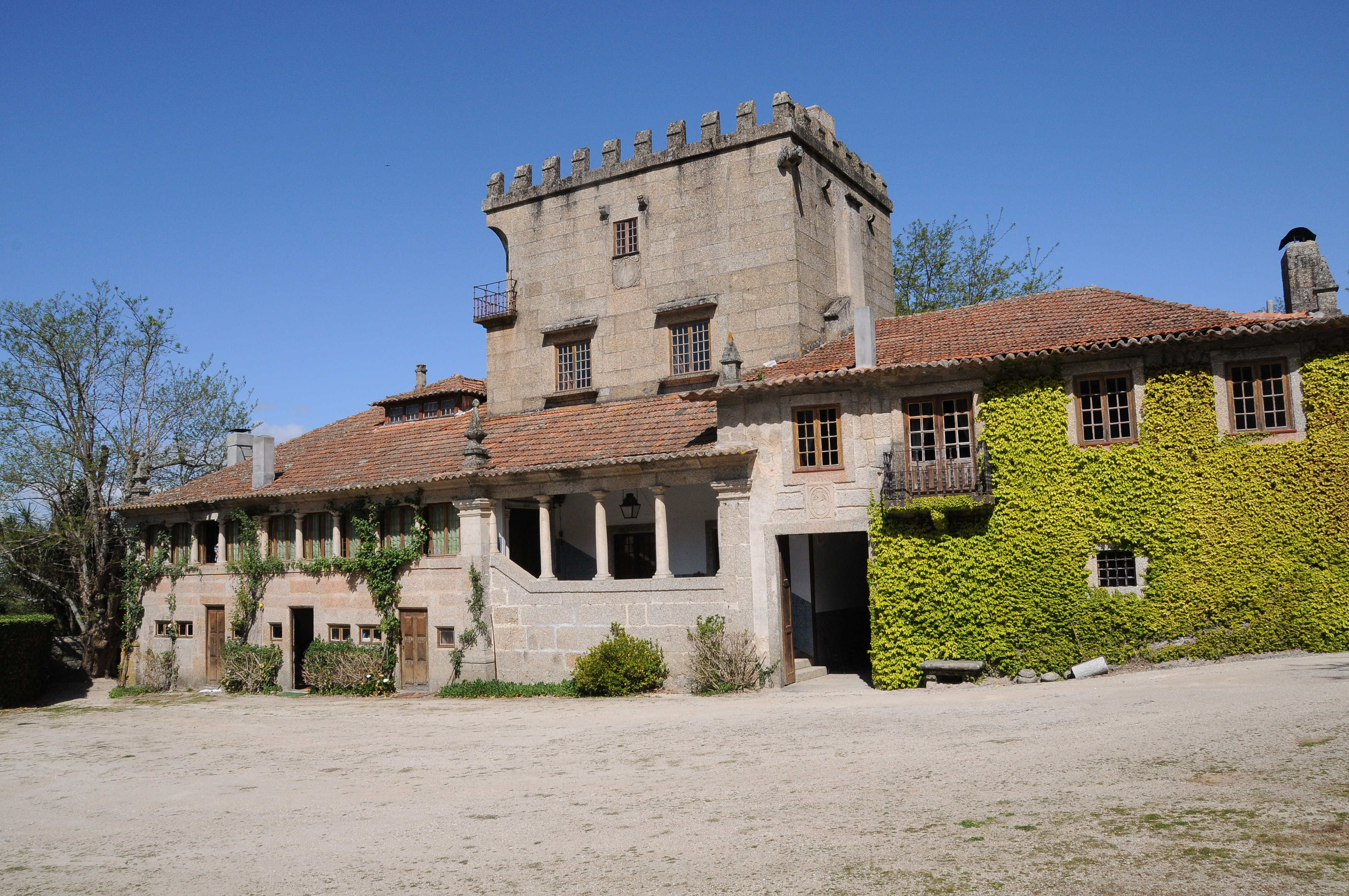
Palau San Cipriano, del segle xv.
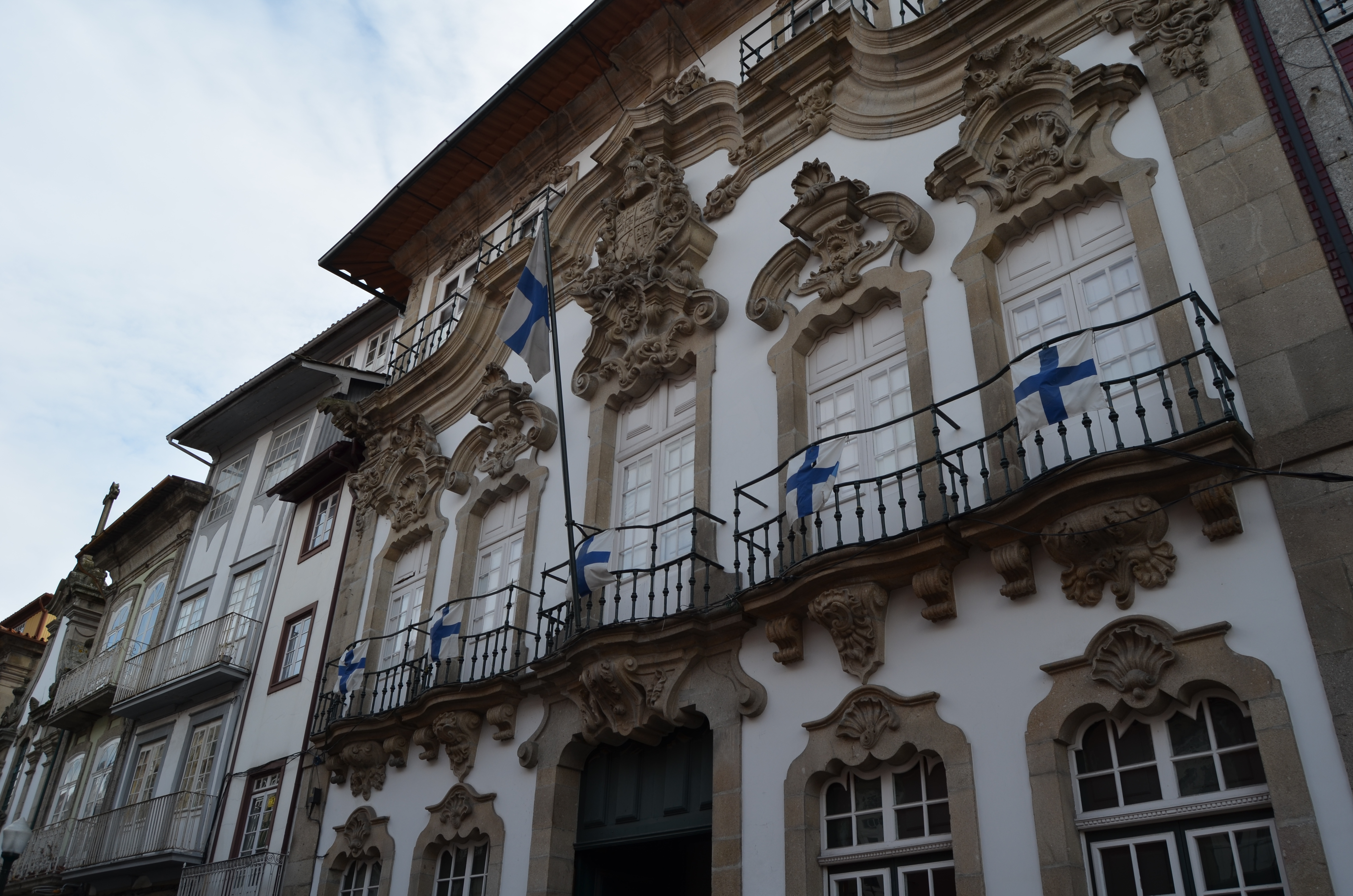
Edifici barroc amb banderes del Comtat Portucalense (usada entre 1095 i 1139).
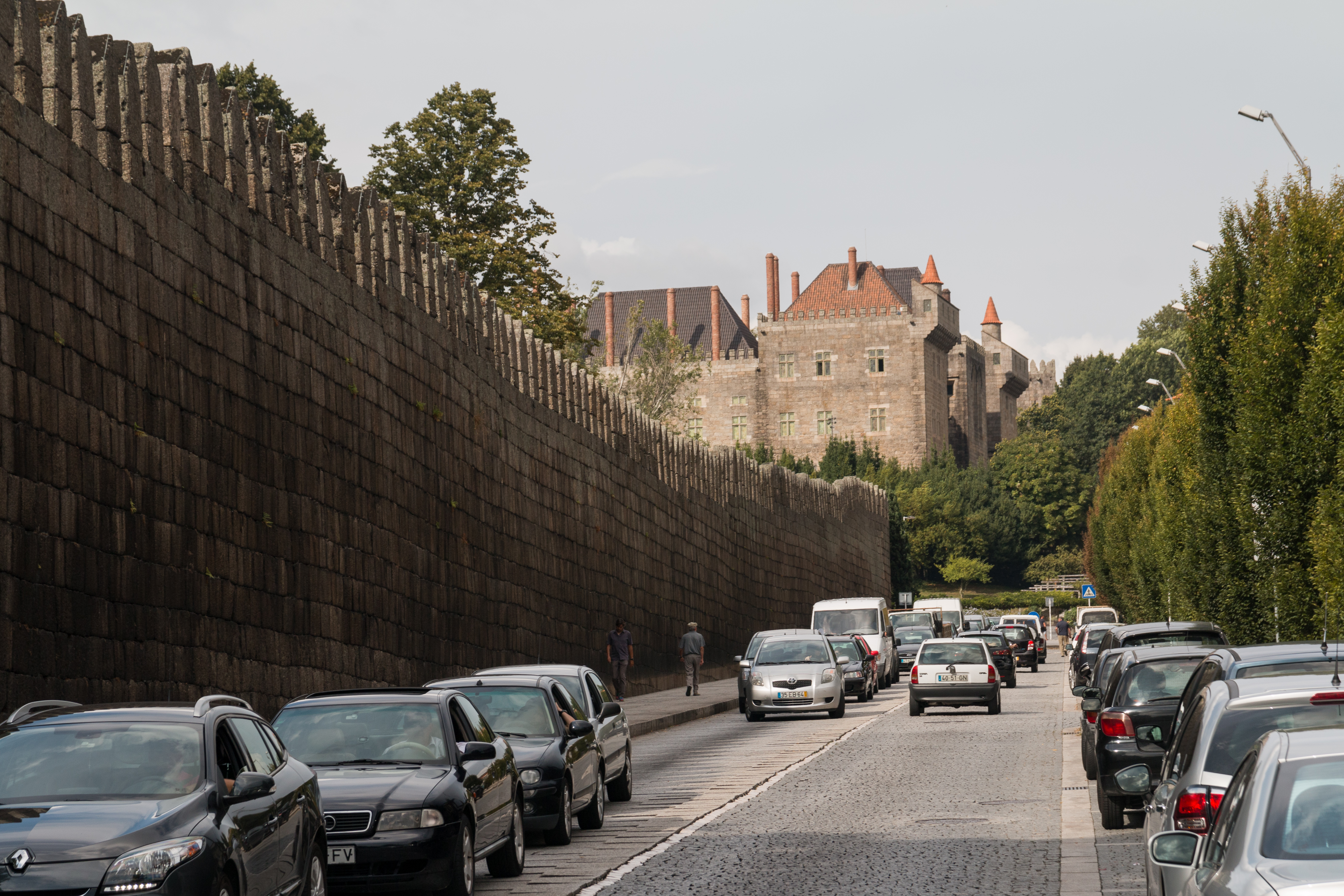
Murades de Guimarães, amb el Palau dels ducs de Braganza al fons.
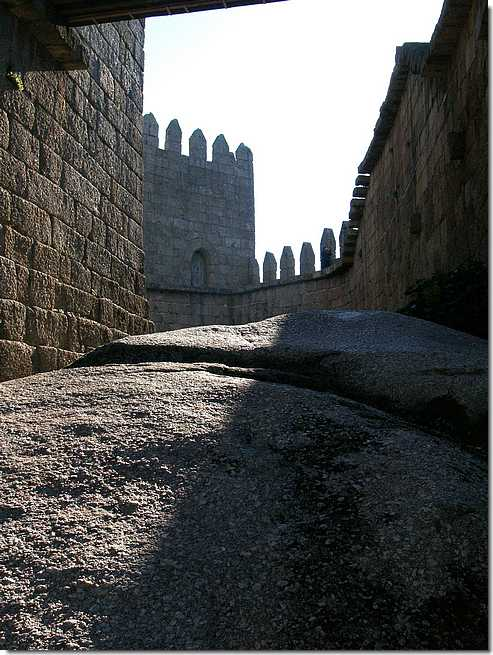
Interior del Castell de Guimarães.
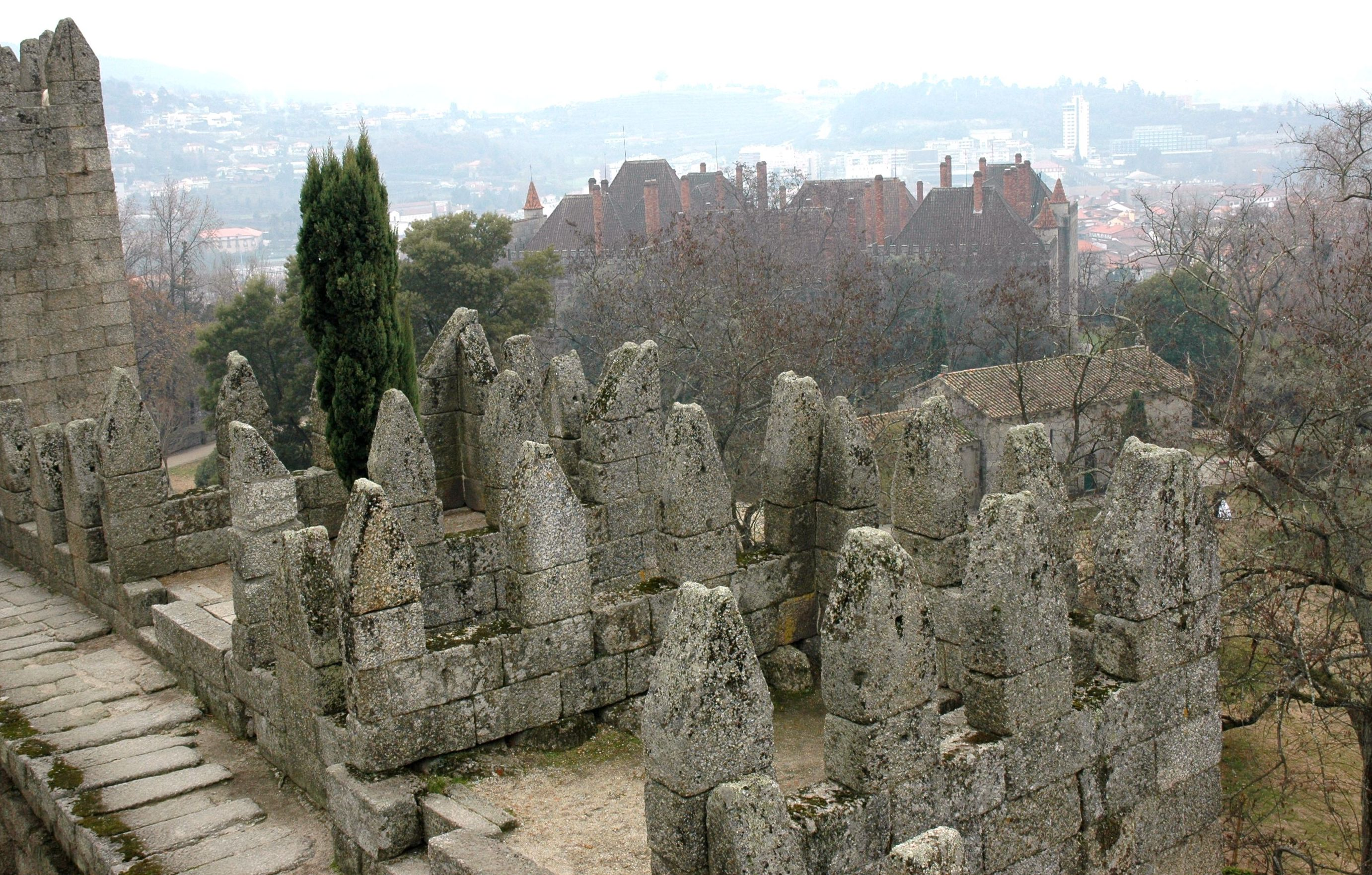
Castell de Guimarães, amb el palau ducal al fons.
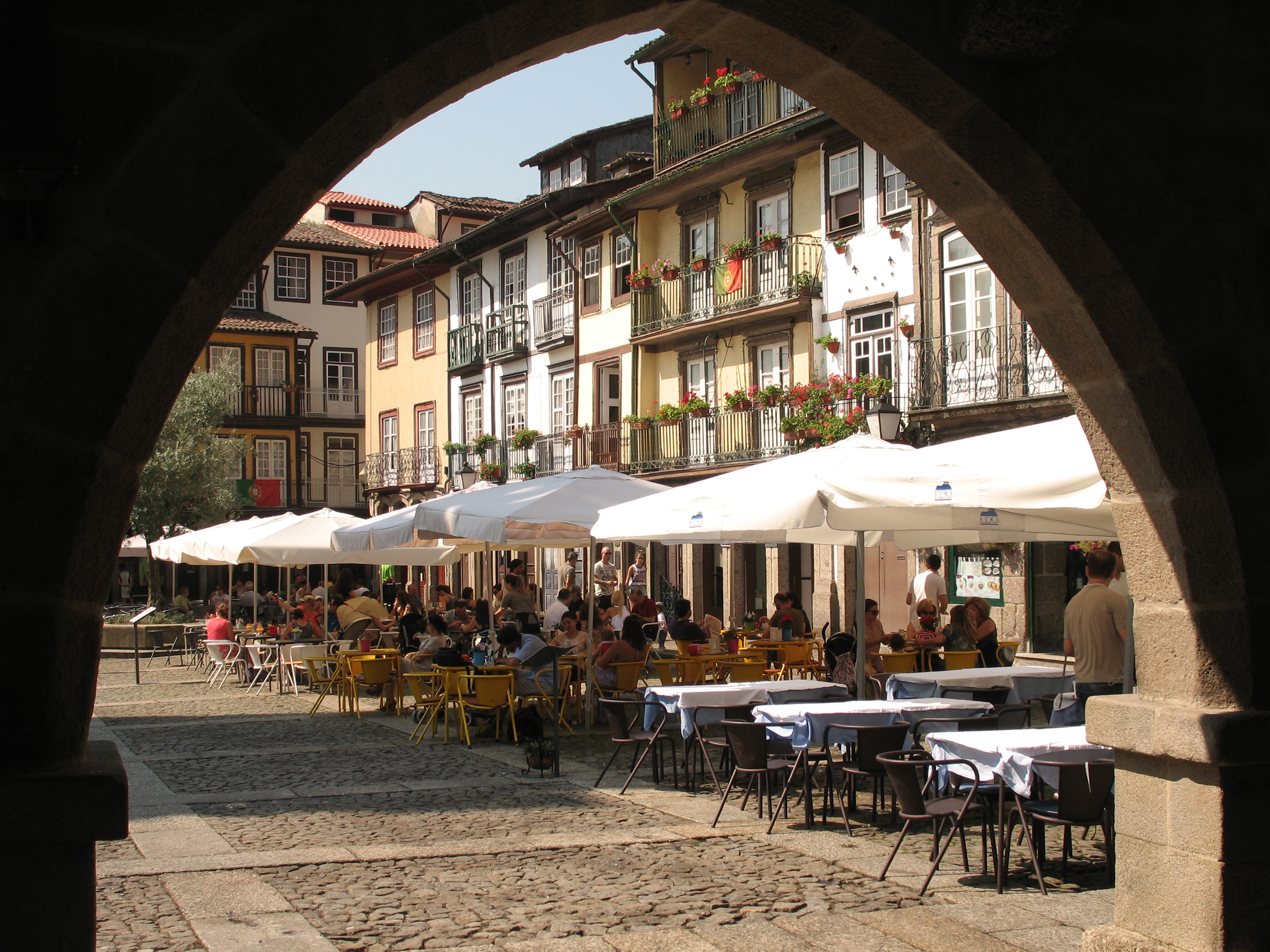
Arco a la Plaça d'Oliveira a Guimarães.
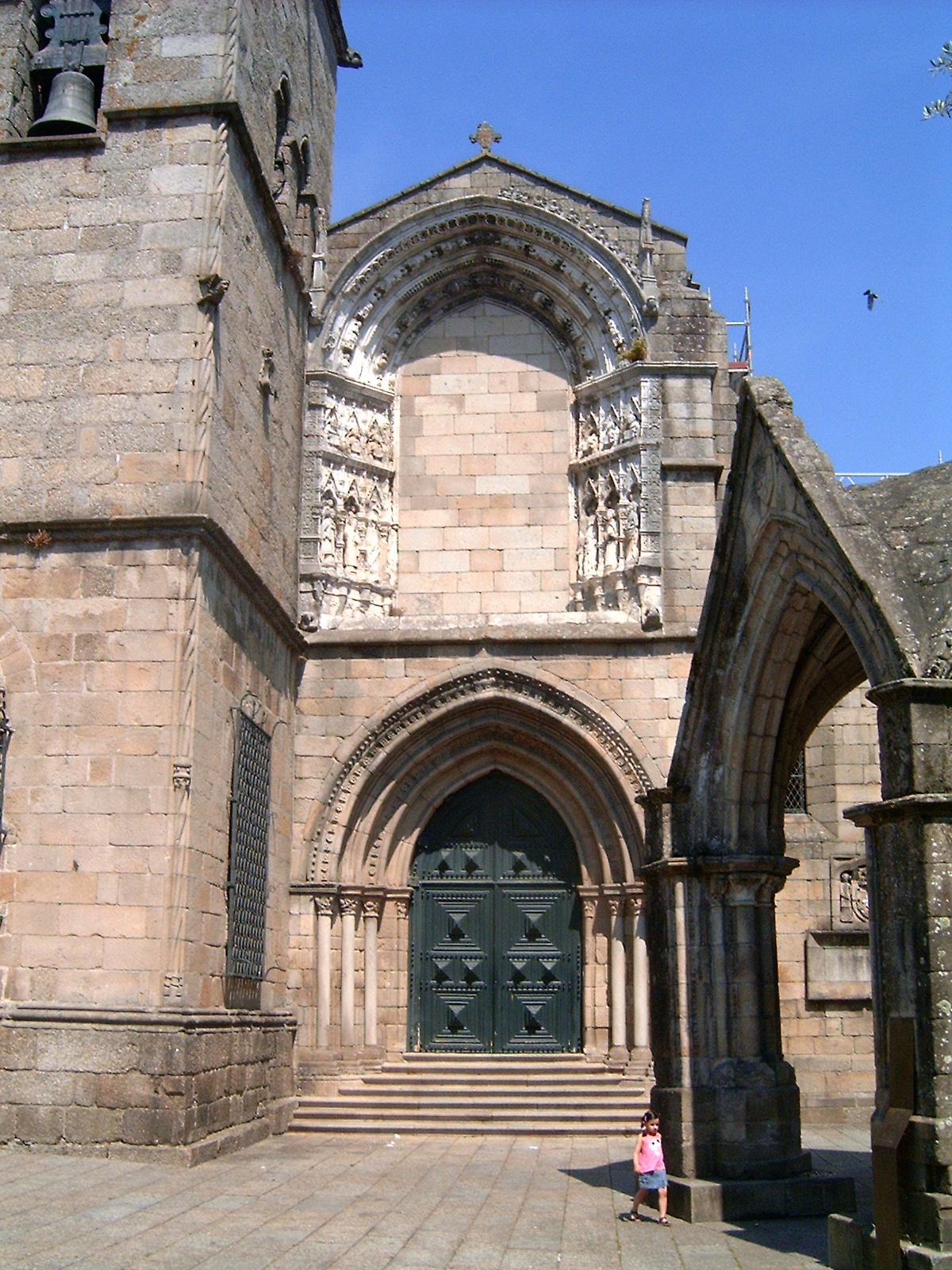
Iglesia de Nossa Senhora de la Oliveira, del segle xii.
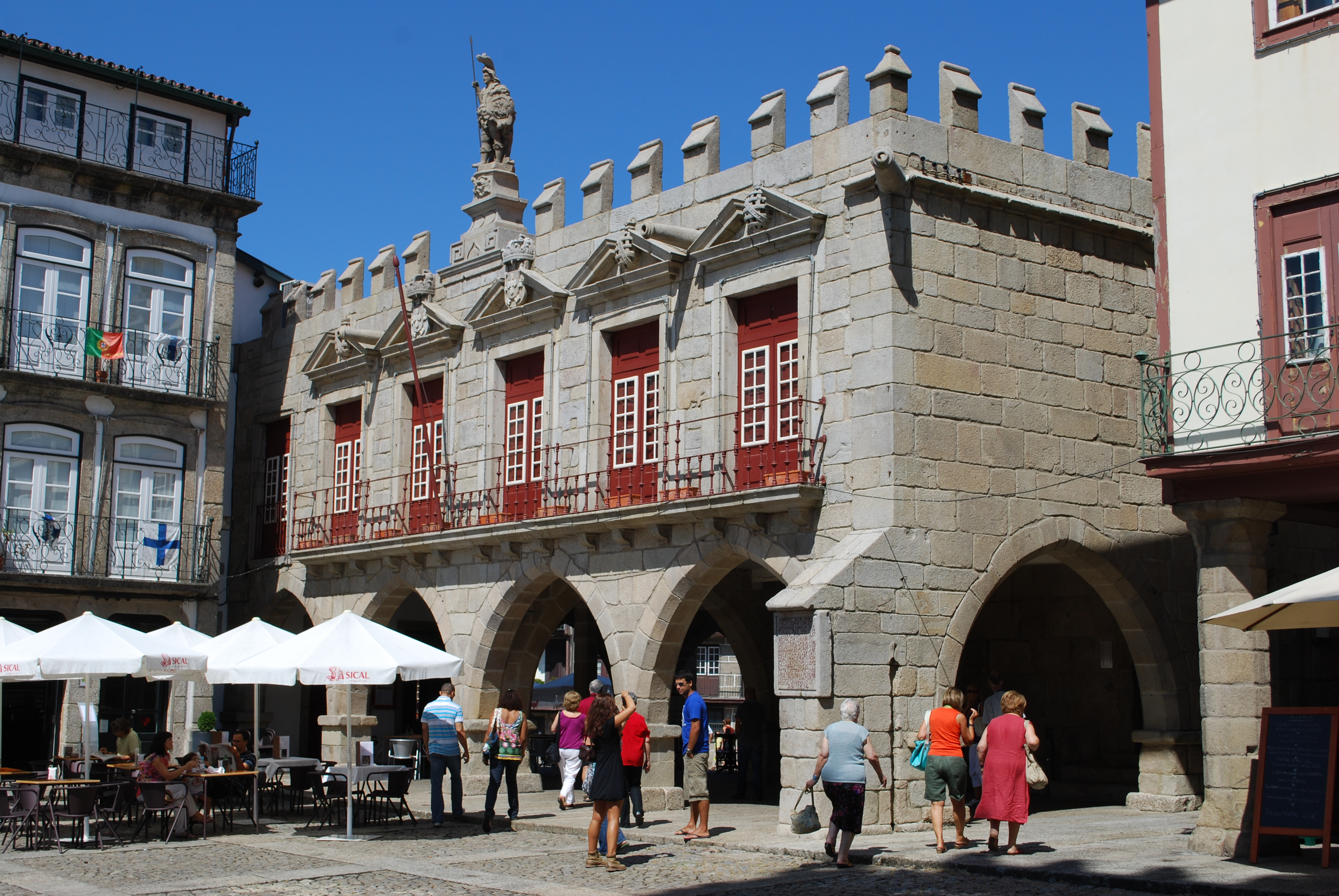
Antic ajuntament de Guimarães.
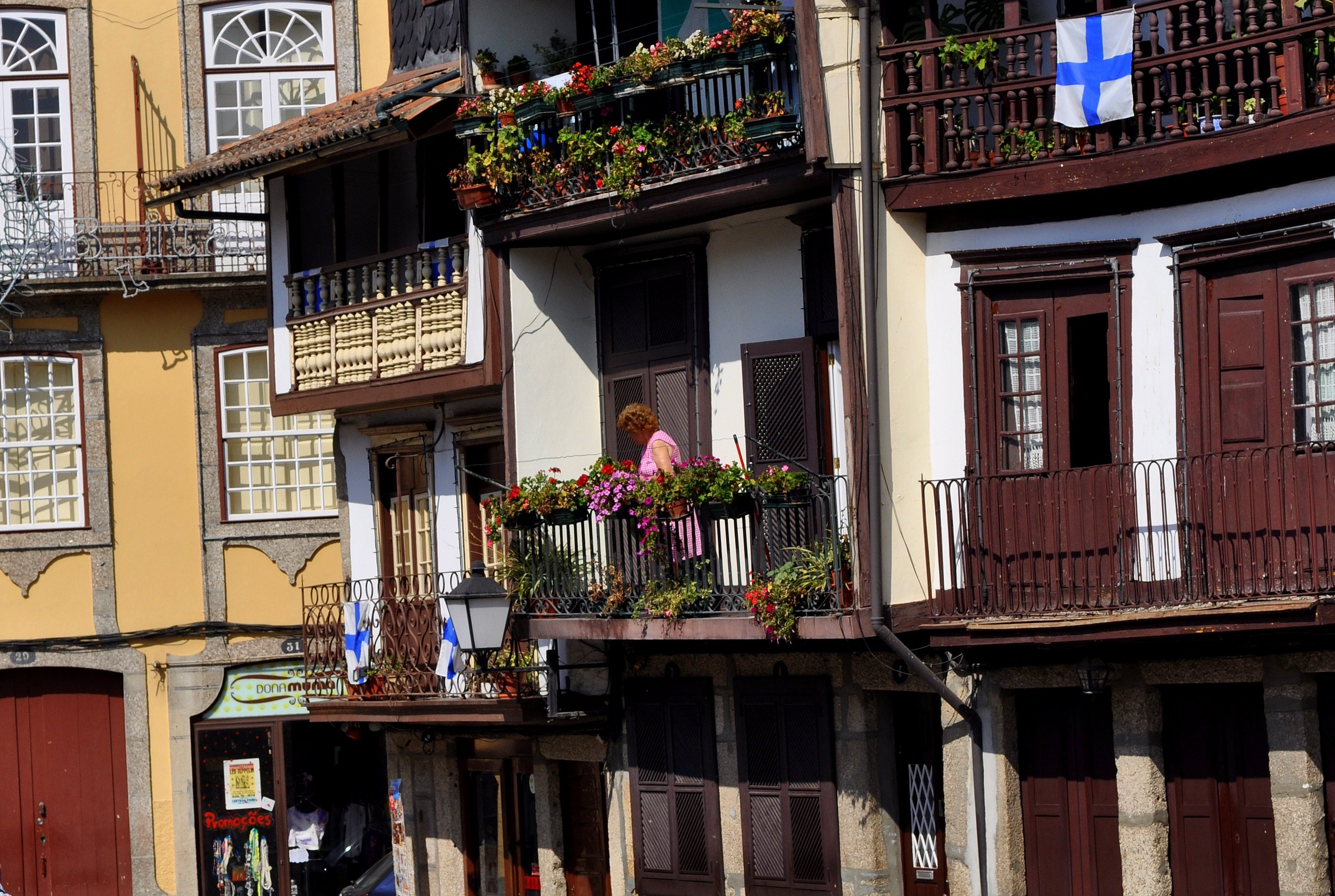
Balcons en la Plaça de Santiago.
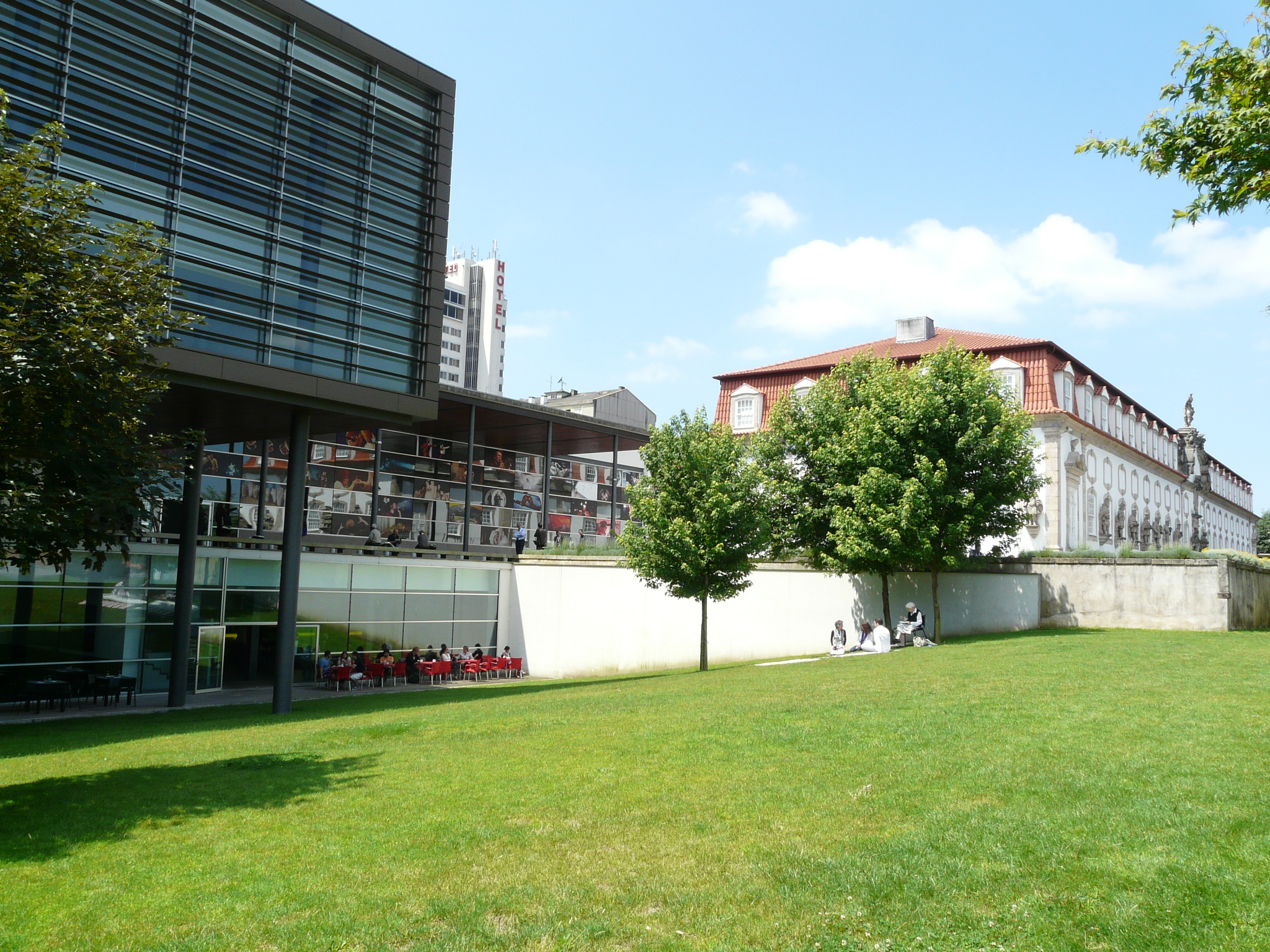
Edificis i jardí en el centre cultural Vila Flor.
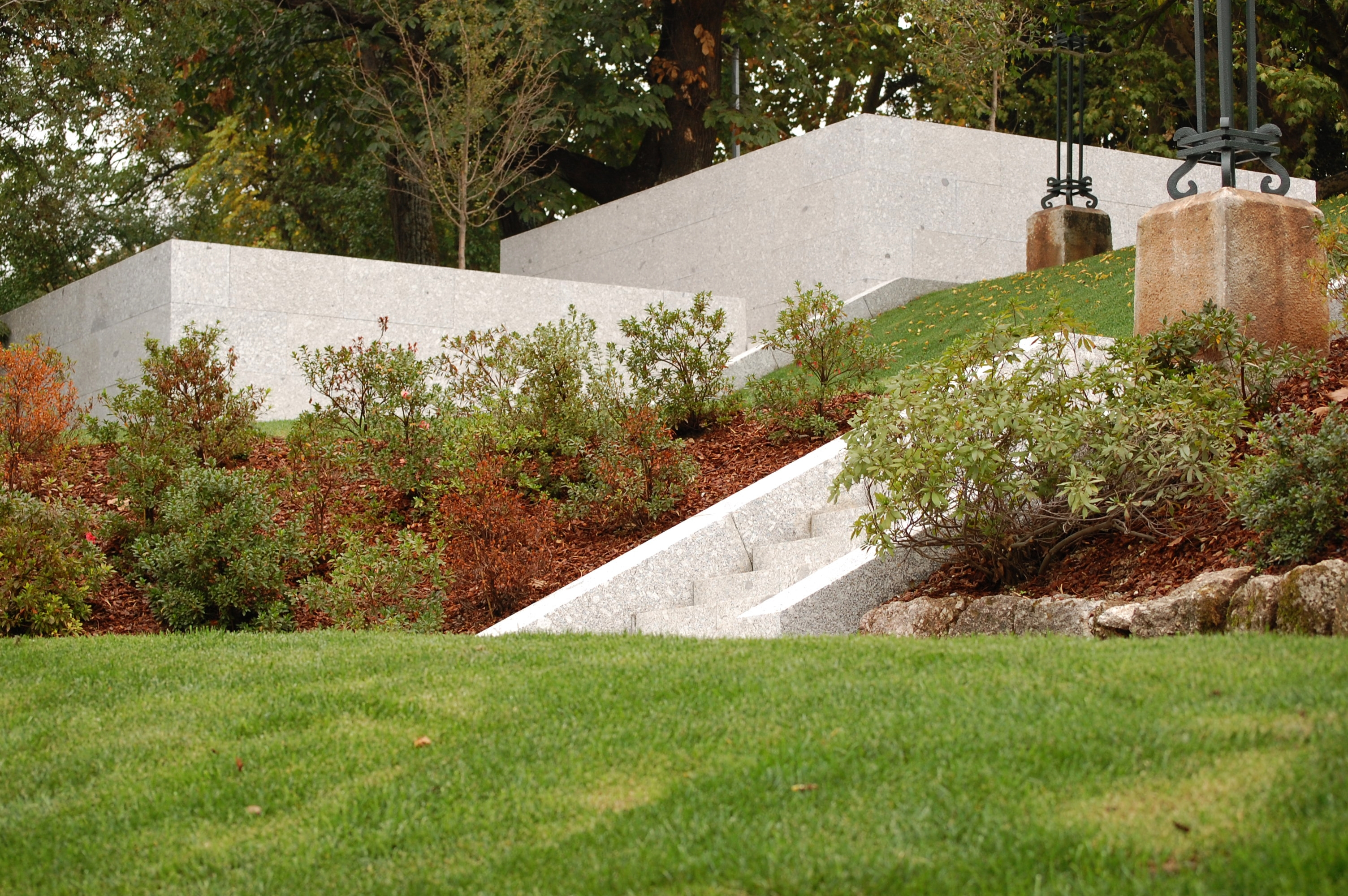
Jardins del Largo do Carmo.

## Personatges il·lustres
- Vimarà Pérez, fundador.
- Pero Anes do Canto
- Duarte de Sande (1547 - 1599) jesuïta, missioner a la Xina
- Bernardo Valentin Moreira de Sa (1853-1924) violinista i pedagog.